# 괴스타 폰 뎀 부셰하덴하우젠 남작부인

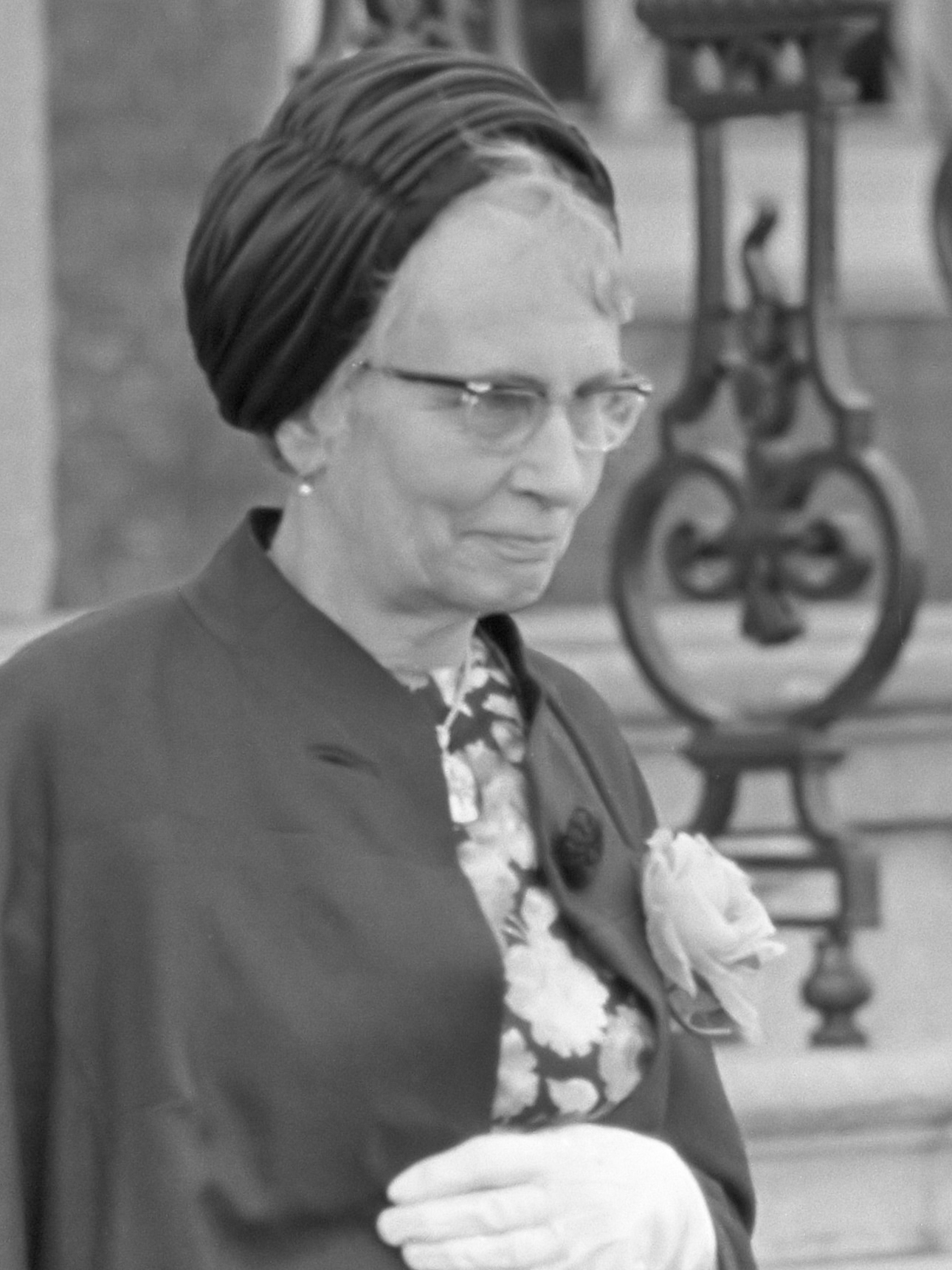
괴스타 폰 뎀 부셰하덴하우젠 남작부인

괴스타 폰 뎀 부셰하덴하우젠 남작부인(독일어: Baroness Gösta von dem Bussche-Haddenhausen, 1902년 1월 26일 ~ 1996년 6월 13일)은 독일의 귀족이자 네덜란드 여왕 부군 클라우스의 어머니이다.